# Vijenac (Czarnogóra)
Vijenac (cyr. Вијенац) – wieś w Czarnogórze, w gminie Pljevlja. W 2011 roku liczyła 245 mieszkańców.